# Biliverdina
Biliverdina é um pigmento biliar tetrapirrólico e é um produto do catabolismo do grupo heme. É o pigmento responsável pela cor esverdeada às vezes vista em hematomas.

## Metabolismo
A biliverdina resulta da quebra da porção heme da hemoglobina nos eritrócitos. Os macrófagos fagocitam eritrócitos senescentes e degradam o heme em biliverdina, juntamente com a hemossiderina, na qual a biliverdina rapidamente se reduz à bilirrubina livre.
A biliverdina é vista em algumas contusões como uma cor esverdeada. Nos hematomas, sua degradação leva a uma cor amarelada.

## Função fisiológica
Embora normalmente considerada como um mero produto residual da quebra do heme, evidências sugerem que a biliverdina - e outros pigmentos biliares - têm um papel fisiológico em humanos vêm aumentando. Os pigmentos biliares, como a biliverdina, possuem propriedades anti-mutagênicas e antioxidantes significativas e, portanto, podem desempenhar uma função fisiológica útil.   A biliverdina e a bilirrubina demonstraram ser potentes eliminadores de radicais peroxil. Eles também mostraram inibir os efeitos de hidrocarbonetos aromáticos policíclicos, aminas heterocíclicas e oxidantes - todos eles mutagênicos. Alguns estudos descobriram que pessoas com níveis mais altos de concentração de bilirrubina e biliverdina em seus corpos têm menor frequência de câncer e doenças cardiovasculares. Foi sugerido que a biliverdina - assim como muitos outros pigmentos tetrapirrólicos - pode funcionar como um inibidor da protease do HIV-1, além de ter efeitos benéficos na asma, embora sejam necessárias mais pesquisas para confirmar esses resultados. Atualmente, não há implicações práticas no uso de biliverdina no tratamento de qualquer doença.